# Le Truc de Baptiste (film, 1909)
Pour plus de détails, voir Fiche technique et Distribution.
Le Truc de Baptiste est un film muet français réalisé par un réalisateur non identifié, sorti en 1909.

## Fiche technique
- Titre : Le Truc de Baptiste
- Réalisation : réalisateur non identifié : René Chavance ?
- Scénario : René Chavance
- Photographie :
- Montage :
- Société de production : Société cinématographique des auteurs et gens de lettres (S.C.A.G.L)
- Société de distribution : Pathé Frères
- Pays d'origine :  France
- Langue : film muet avec les intertitres en français
- Métrage : 180 mètres
- Format : Noir et blanc — 35 mm — 1,33:1 — Muet
- Genre :  Comédie
- Durée : 6 minutes
- Dates de sortie : 
  -  France : 2 avril 1909

## Distribution
- Louise Fusier :
- Paul Landrin :
- Moricey :